# Col de Resia
Le col de Resia (passo di Resia en italien, Reschenpass en allemand) est situé à 1 507 m d'altitude dans la province de Bolzano en Italie, à environ 1,5 km au sud de la frontière autrichienne avec le Tyrol.

## Géographie
Le piz Lad et le piz Nair (sur la frontière italo-suisse) dominent le col sur l'ouest. Au nord-ouest du col on trouve le Dreiländerpunkt, tripoint entre l'Autriche, l'Italie et la Suisse.
Le col se trouve en territoire italien et la frontière passe légèrement en contrebas, au nord.
Du côté italien, le col donne sur le val Venosta, haute vallée de l'Adige, qui prend sa source près du col ; la pente est relativement douce. Du côté autrichien, il débouche sur la vallée supérieure de l'Inn ; de ce côté, la route, plus encaissée entre les montagnes, descend jusqu'à Nauders.
À proximité du col, on peut voir des vestiges d'une importante ligne de défense fortifiée (it), construite dans les années 1930.

## Histoire
Des découvertes archéologiques montrent que le col de Resia était une voie commerciale dès l'époque protohistorique, moins importante cependant que le Brenner.
La pacification de ces régions alpines et la conquête de la Rhétie par Tibère et Drusus en 15 av. J.-C. va permettre la construction d'une route reliant la plaine du Pô au Danube par le val Venosta et le col de Resia. Cette route, initiée par Drusus, sera améliorée par l'empereur Claude et deviendra la via Claudia Augusta, aboutissant à Augusta Vindelicorum (Augsbourg). C'est seulement sous Septime Sévère et Caracalla, entre 195 et 215, que fut construite une importante route militaire par le Brenner et que la voie du col de Resia, moins directe, perdit de l'importance.